# Maude Hirst
Maude Hirst est une actrice britannique. Elle est connue pour son rôle d'Helga, la femme de Floki dans la série télévisée Vikings.
Elle est la fille du scénariste et producteur de télévision britannique Michael Hirst et la grande sœur de Georgia Hirst.

## Filmographie
- 2007 : Les Tudors : Kat Ashley
- 2008 : Cash and Curry : Sophie
- 2009 : Nuryan : Ellie
- 2013-2017: Vikings : Helga, l'épouse de Floki